# Tetragnatha kea
Espèce
Tetragnatha kea est une espèce d'araignées aranéomorphes de la famille des Tetragnathidae.

## Distribution
Cette espèce est endémique de l'île d'Hawaï dans l'archipel du même nom,.

## Description
Le mâle holotype mesure 5,3 mm.

## Publication originale
- Gillespie, 1994 : Hawaiian spiders of the genus Tetragnatha: III. Tetragnatha acuta clade. Journal of Arachnology vol. 22, no 2, p. 161-168 (texte intégral).